# Neu Wulmstorf
Neu Wulmstorf település Németországban, azon belül Alsó-Szászország tartományban. Lakosainak száma 22 699 fő (2023. december 31.). Neu Wulmstorf Hamburg, Rosengarten, Buchholz in der Nordheide, Wenzendorf, Appel, Moisburg, Buxtehude, Jork, Ovelgönne és Wulmstorf községekkel határos.

## Népesség
A település népességének változása:
| Lakosok száma | 21 027 | 21 159 | 21 136 | 21 748 | 22 450 | 22 699 |
|               | 2016   | 2017   | 2019   | 2021   | 2022   | 2023   |